# Districte de Mandalay
El districte de Mandalay (birmà မန္တလေး ခရိုင်) és una divisió administrativa de Myanmar amb capital a Mandalay. La gran extensió de la ciutat de Mandalay cap a Amarapura i Patheingyi fa que gairebé es pugui parlar del districte de Mandalay com d'una mena d'àrea metropolitana de la ciutat de Mandalay.

## Administració
Formen el districte de Mandalay els següents townships (àrees sota jurisdicció d'una ciutat):
- Amarapura
- Aungmyethazan
- Chanayethazan
- Chanmyathazi
- Mahaaungmye
- Patheingyi
- Pyigyidagun

## Història
El districte de Mandalay es va organitzar sota domini britànic dins la divisió de Mandalay amb una superfície de 5.483 km² limitan al nord amb el districte de Ruby Mines, al sud l'estat de Lawksawk, el districte de Kyaukse i el districte de Sagaing, a l'est l'estat de Hsipaw i a l'oest amb el riu Irauadi que el separava dels districtes de Sagaing i Shwebo. La muntanya de Mandalay (296) és una de les poques elevacions, situada prop de la ciutat, igual que la muntanya Yankin. Els rius principals són l'Irauadi, Myitnge i Madaya.
Els britànics van ocupar Mandalay, que era la capital del regne birmà, el novembre de 1885 i un miler de soldats van ser aquarterats a la ciutat. Per algun temps e.l districte fou administrat per tres o quatre caps de la resistència anomenats dacoits (bandits) pels britànics, que defensaven els drets del príncep Myingun i estaven sota la supervisió d'un parent del príncep. La lluita va seguir el 1886 però el 1887 van ser derrotats. L'agost de 1887 es va produir una revolta a la subdivisió de Maymyo sota el pretendent Setkya i el subcomissionat a Maymyo va morir en la lluita. Els caps dacoits Nga To i Nga Yaing dominaven les illes de l'Irauadi i feien incursions a les valls del districte; un tercer cap, Nga Zeya va ocupar la part més muntanyosa al nord o nord-est però o foren expulsats, o capturats i executats el 1888 i 1889 i els seus homes dispersats. La darrera banda dacoit dirigida per Kyaw Zaw, lloctinent de Setkya fou dispersada entre el 1899 i el 1890. La població el 1901 era de 366.507 habitants de gran majoria birmans (306.000) i budistes (tots excepte 20.000 musulmans, 13.500 hindús i 2000 altres); la llengua general era el birmà (91%).
Administrativament el districte estava format per vuit townships:
- Mandalay
- Amarapura
- Patheingyi
- Madaya
- Singu
- Pyintha
- Maymyo
- Wetwin

I cinc subdivisions: Mandalay Western (l'oest de la ciutat i el camp militar), Mandalay Eastern, Amarapura (townships d'Amarapura and Patheingyi), Madaya (Madaya i Singu) i Maymo (Pyintha, Maymyo i Wetwin). El 1903 es compraven 449 caps de poble.

## Pagodes destacades
- Pagodes de Mandalay
- Sutaungbyi (segle xi) i Sutaungya (de 1874) a Madaya
- Pagoda de Tawbu